# 上井草
上井草（かみいぐさ）は、東京都杉並区の地名。現行行政地名は上井草一丁目から四丁目。住居表示実施済み区域である。

## 地理
杉並区の北部に位置する。町域の北部は西武新宿線を境に井草に、南部は早稲田通りを境に今川と接している。東部は環八通りを境に下井草に接している（以上の町名はいずれも杉並区）。また、町域西部は練馬区関町南、上石神井南町、下石神井に接している。

### 河川
- 井草川 ｰｰｰかつては町域内をほぼ東西に井草川が流れていたが、現在は暗渠化され、河道上を利用した遊歩道が整備されている。

### 特色
町域内の多くは住宅地として利用される。

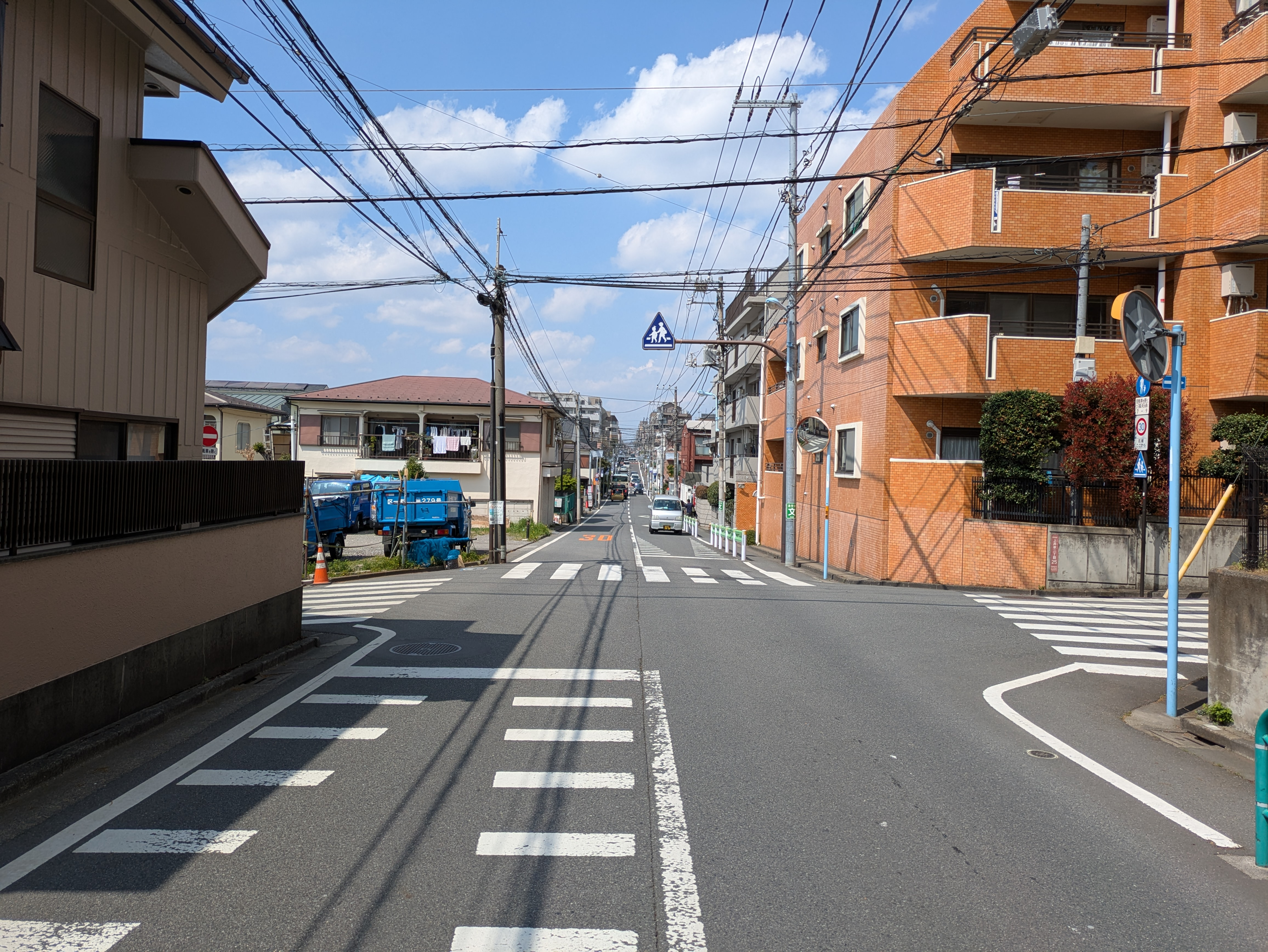
杉並区上井草 2丁目3丁目境界（上井草駅南バス通り）

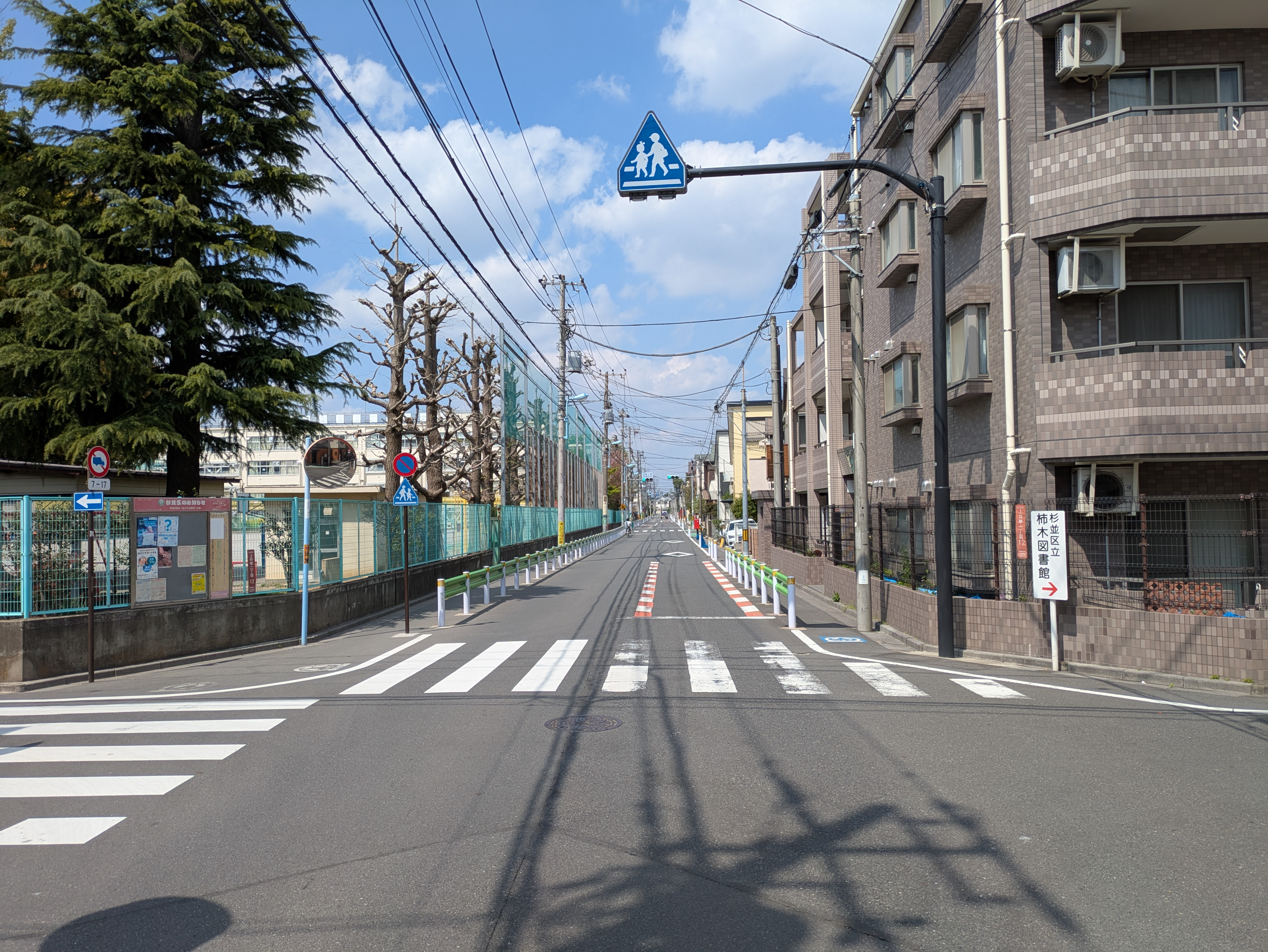
上井草 1丁目2丁目境界（井草中学校付近）

町域内にはスポーツ施設として上井草スポーツセンターが置かれている。ここは、かつての上井草球場であり、戦前のプロ野球団の東京セネターズの本拠地として知られていたが、後に上井草給水所配水池となり廃止された。配水池の跡地に建つ上井草スポーツセンターに向かう形で早稲田大学の上井草グラウンドがある。このグラウンドは早稲田大学のラグビー部が使用しているグラウンドでもある（2002年に東伏見より移転）。
アニメ制作会社のサンライズがあったことから、『機動戦士ガンダム』を町おこしとして使用している（上井草駅の発車メロディがガンダムの主題歌、駅前のガンダムの銅像、ガンダムのスタンプラリーイベント、商店街のガンダムののぼり、店舗のシャッターにガンダムのイラストが描いてあるなど）。

### 地価
住宅地の地価は、2025年（令和7年）1月1日の公示地価によれば、上井草2-29-3の地点で51万9000円/m2となっている。

## 歴史

### 先史時代
域内にある井草遺跡（上井草四丁目）からは、縄文時代の土器や石鏃・石斧が出土している。1940年に行われた発掘当時、この遺跡で発見された縄文土器は最古の土器であり、縄文時代早期を代表する「井草式土器」の標式土器となった。

### 江戸時代
「上井草」という地名は、江戸時代の多摩郡上井草村の流れを汲む地名である。江戸時代初期に井草村が分割され、上井草村と下井草村が成立した。
ただし、江戸時代の「上井草村」の範囲は現在の「上井草」の範囲とは異なっており、より広い範囲をさした。現在の今川、善福寺、桃井、上荻四丁目、上井草の西部（三丁目から四丁目）、西荻北の一部（三丁目から五丁目）が、かつての上井草村である。現在の上井草の東部（一丁目・二丁目）は、江戸時代には下井草村の一部であった。
江戸時代には上井草村の別名として「遅野井（おそのい）村」という名称も使われていた。『武蔵名勝図会』によれば、もともと「尾園」「小園」という地名があり、土地の人々が用水に用いる沼地を「尾園井」と呼んだことから、地名にも「井」の字を加えたという。善福寺公園にある善福寺池は「遅野井」と呼ばれ、井草八幡宮は遅野井八幡宮と呼ばれていた。

### 近代
1889年の町村制施行により、上井草村・下井草村・上荻窪村・下荻窪村が合併し、東多摩郡井荻村となった。1896年に東多摩郡は豊多摩郡になり、井荻村は1926年に井荻町となる。
1927年には川越鉄道村山線（現・西武新宿線）が開通し、上井草駅が開業する。
1932年、豊多摩郡井荻町は東京市に編入され、杉並区の一部となる
終戦直後に「レストランAOYAGI」の前身「和菓子青柳」ができる。
サンライズコラボで「ケロロ軍曹」などのイベントを開催したことがある。

## 世帯数と人口
2025年（令和7年）3月1日現在（杉並区発表）の世帯数と人口は以下の通りである。
| 丁目         | 世帯数    | 人口     |
| ------------ | --------- | -------- |
| 上井草一丁目 | 1,960世帯 | 3,590人  |
| 上井草二丁目 | 2,719世帯 | 5,169人  |
| 上井草三丁目 | 1,993世帯 | 4,166人  |
| 上井草四丁目 | 1,363世帯 | 2,968人  |
| 計           | 8,035世帯 | 15,893人 |

### 人口の変遷
国勢調査による人口の推移。
| 年                 | 人口   |
| ------------------ | ------ |
| 1995年（平成7年）  | 13,697 |
| 2000年（平成12年） | 13,662 |
| 2005年（平成17年） | 14,633 |
| 2010年（平成22年） | 15,269 |
| 2015年（平成27年） | 15,630 |
| 2020年（令和2年）  | 15,986 |

### 世帯数の変遷
国勢調査による世帯数の推移。
| 年                 | 世帯数 |
| ------------------ | ------ |
| 1995年（平成7年）  | 5,971  |
| 2000年（平成12年） | 6,286  |
| 2005年（平成17年） | 6,861  |
| 2010年（平成22年） | 7,282  |
| 2015年（平成27年） | 7,353  |
| 2020年（令和2年）  | 7,771  |

## 学区
区立小・中学校に通う場合、学区は以下の通りとなる（2016年1月時点）。
| 丁目         | 番地                     | 小学校                 | 中学校             |
| ------------ | ------------------------ | ---------------------- | ------------------ |
| 上井草一丁目 | 全域                     | 杉並区立四宮小学校     | 杉並区立井荻中学校 |
| 上井草二丁目 | 1～6番 9～15番 19〜20番  | 杉並区立四宮小学校     | 杉並区立井荻中学校 |
| 上井草二丁目 | 7〜8番 16〜18番 21〜45番 | 杉並区立四宮小学校     | 杉並区立井草中学校 |
| 上井草三丁目 | 24〜25番 38番            | 杉並区立桃井第四小学校 | 杉並区立井草中学校 |
| 上井草三丁目 | 1〜23番 26〜37番         | 杉並区立三谷小学校     | 杉並区立井草中学校 |
| 上井草四丁目 | 1番                      | 杉並区立三谷小学校     | 杉並区立井草中学校 |
| 上井草四丁目 | 2〜27番                  | 杉並区立桃井第四小学校 | 杉並区立井草中学校 |

## 交通

### 鉄道
| 街区内に設置されている駅     | 隣接する街区の駅                               |
| ---------------------------- | ---------------------------------------------- |
| 西武新宿線 - 上井草駅(SS 12) | 西武新宿線 - 井荻駅(SS 11) - 上石神井駅(SS 13) |

| バス移動等で利用可能の駅 |
| --- |

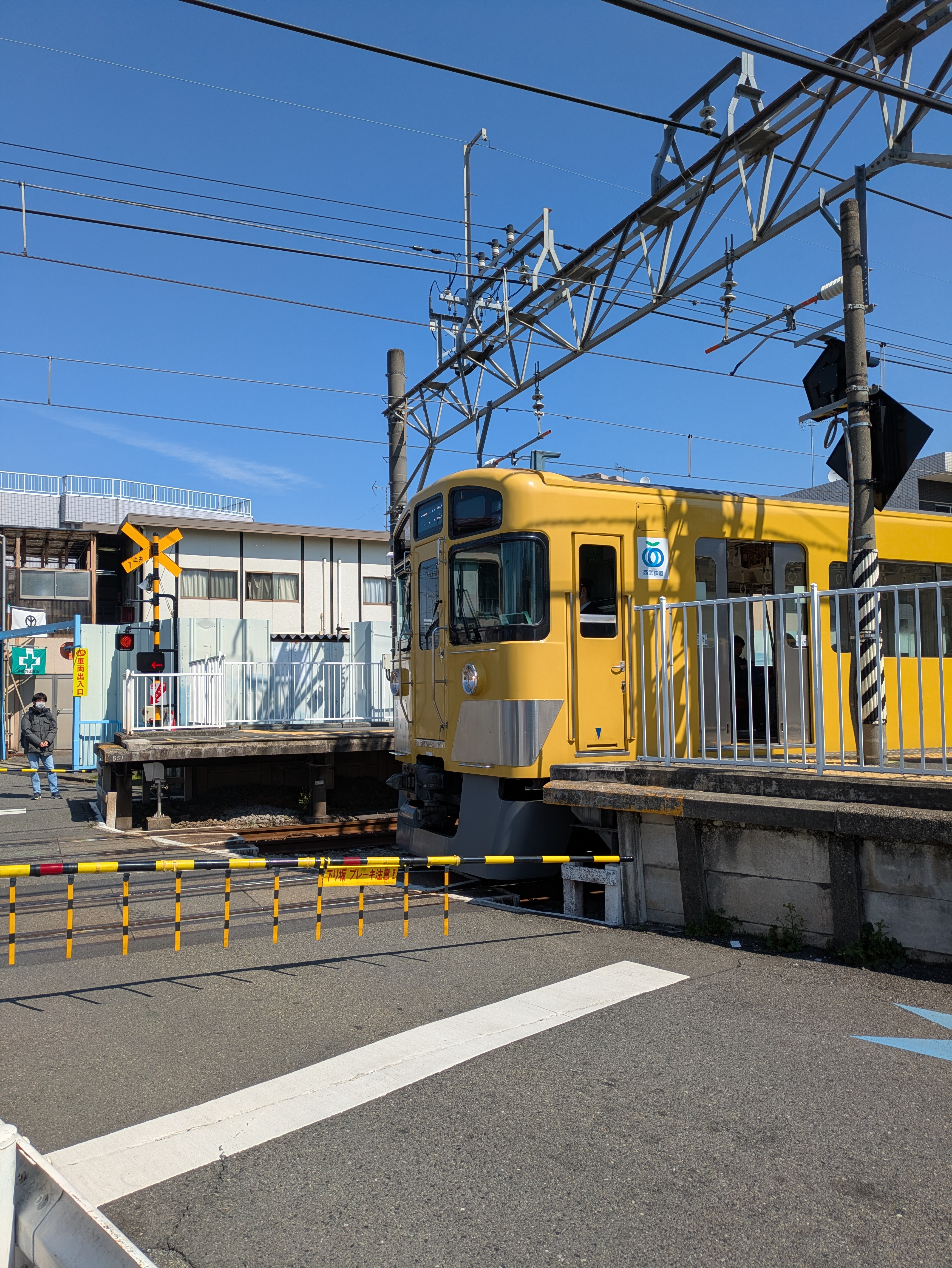
ホーム両端が踏切に挟まれた配置の上井草駅

| 西武池袋線 - 石神井公園駅(SI 10) - 大泉学園駅(SI 11) JR中央線 JR中央・総武線各駅停車 東京メトロ丸ノ内線 - 荻窪駅(JC 09)(JB 04)(M 01) JR中央線 JR中央・総武線各駅停車 - 阿佐ケ谷駅(JC 08)(JB 05) 東京メトロ丸ノ内線 - 南阿佐ケ谷駅(M 02) |

町域内には西武新宿線上井草駅が置かれている。街区自体が東西に長く、東部（1丁目）では井荻駅、西部（4丁目）では上石神井駅（練馬区）が距離的に近い。

### バス

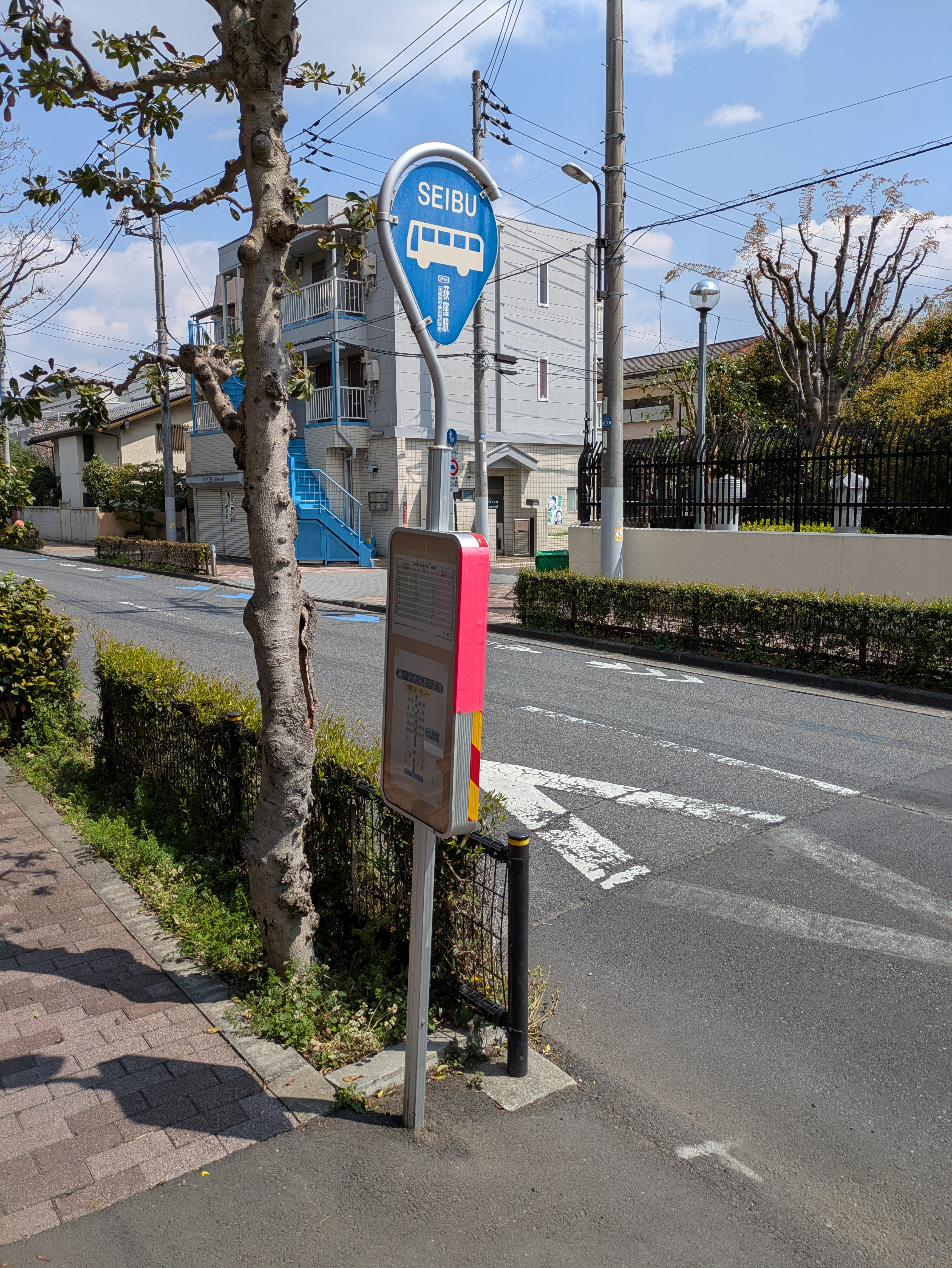
上井草スポーツセンターバス停

- 西武バス練馬営業所 - 周辺の路線を運行している。
- 西武バス上石神井営業所 - 周辺の路線を運行している。
- 関東バス阿佐谷営業所が存在。環八周辺の路線を運行。
- 関東バス青梅街道営業所が存在。街区南側の早稲田通り沿い路線を運行。

街区中心部では上井草駅に乗り入れる西武バスが主な選択肢である。運行系統によって営業所が異なるので注意。
荻窪駅の利便性を考えて、西武新宿線を使わず、荻窪駅まで移動する流動も多い。
上井草駅周辺では、西武新宿線の踏切混雑による遅延を考慮し、駅南側にある上井草スポーツセンターバス停を利用する手段もある（上井草周辺の踏切を通行しないため、遅延の影響が軽微）

### 道路
- 東京都道311号環状八号線（環八通り） ｰｰｰ 街区東端
- 東京都道438号向井町新町線(早稲田通り）ｰｰｰ 街区南端
- 東京都道5号新宿青梅線（青梅街道） ｰｰｰ 街区南端

## 事業所
2021年（令和3年）現在の経済センサス調査による事業所数と従業員数は以下の通りである。
| 丁目         | 事業所数  | 従業員数 |
| ------------ | --------- | -------- |
| 上井草一丁目 | 123事業所 | 1,010人  |
| 上井草二丁目 | 160事業所 | 1,563人  |
| 上井草三丁目 | 105事業所 | 1,055人  |
| 上井草四丁目 | 62事業所  | 817人    |
| 計           | 450事業所 | 4,445人  |

### 事業者数の変遷
経済センサスによる事業所数の推移。
| 年                 | 事業者数 |
| ------------------ | -------- |
| 2016年（平成28年） | 418      |
| 2021年（令和3年）  | 450      |

### 従業員数の変遷
経済センサスによる従業員数の推移。
| 年                 | 従業員数 |
| ------------------ | -------- |
| 2016年（平成28年） | 3,803    |
| 2021年（令和3年）  | 4,445    |

## 施設
- 上井草スポーツセンター
- 早稲田大学上井草グラウンド
- 東京都立杉並工科高等学校

### アニメ制作会社

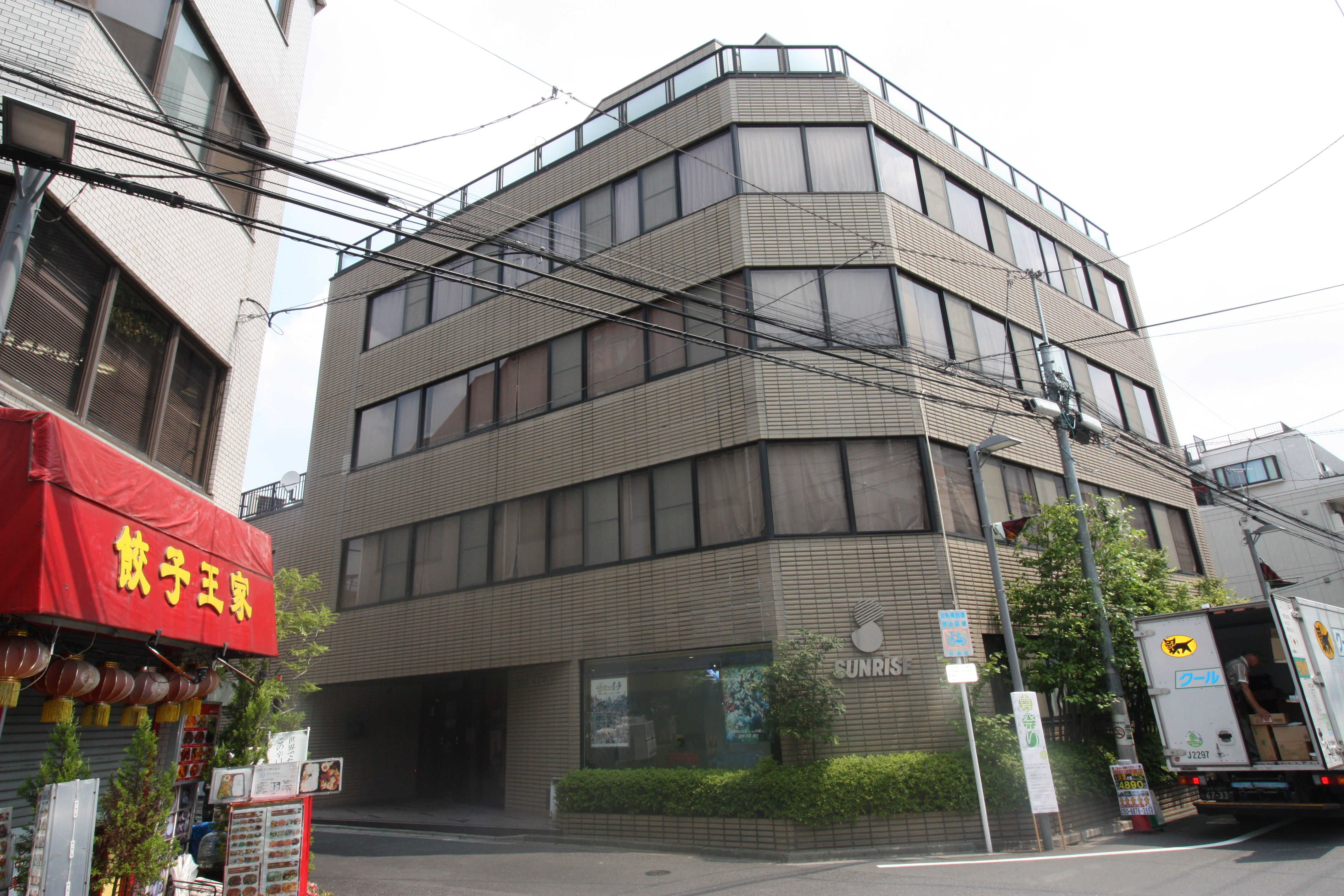
2代目サンライズ本社（1996年 - 2021年）
2代目studioMOTHER本社（2022年 - ）

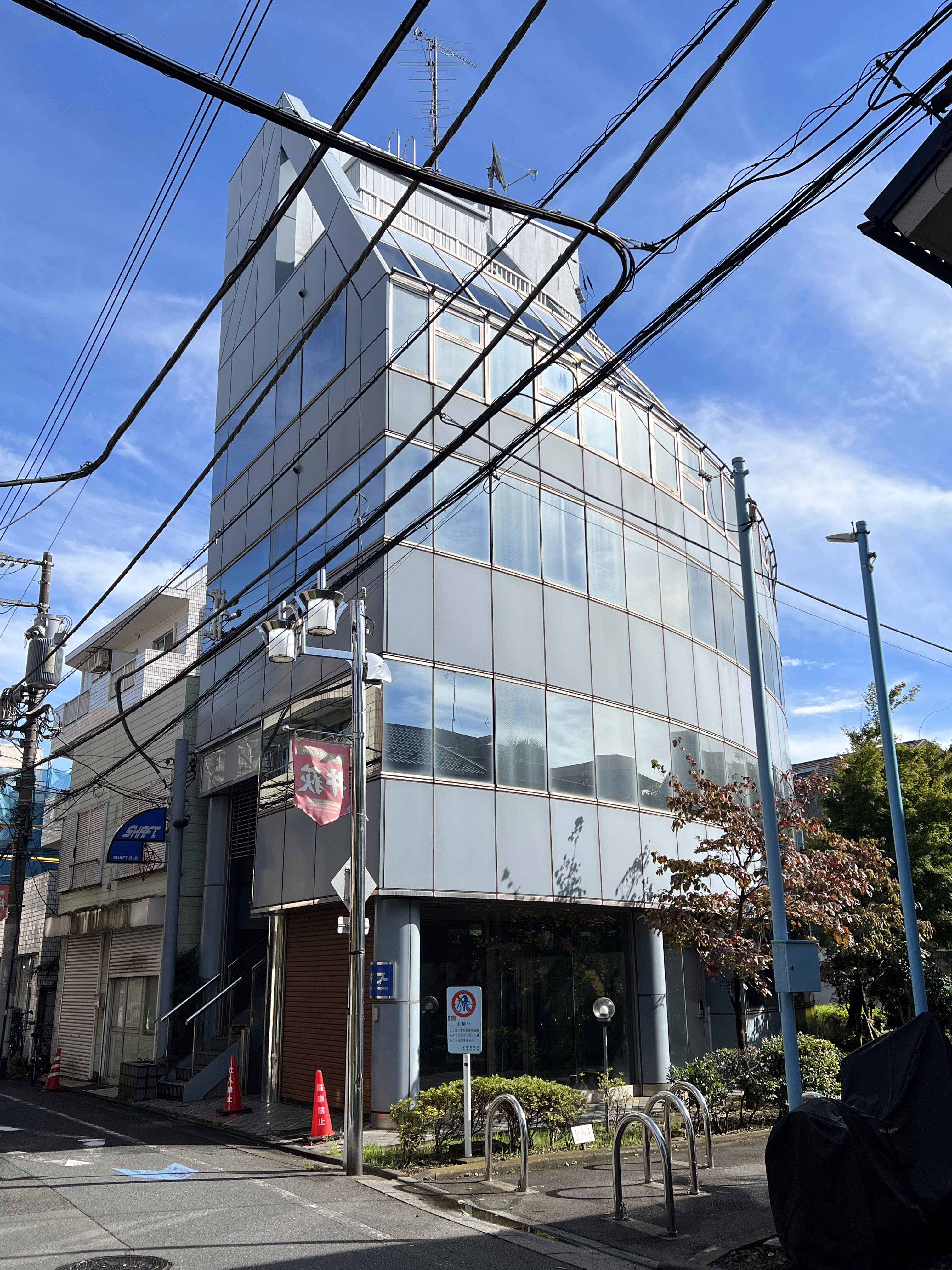
シャフト本社

シャフトなどを初めとして、アニメ制作会社が多く存在し、ゆえにアニメの町として知られている。かつては『機動戦士ガンダム』などで知られるサンライズが本社を置いていた。
現在
- シャフト
- スタジオたくらんけ
- アニメフィルム（スタジオ）
- ブリッジ
- アドバンス石神井
- studioMOTHER

過去
- 童夢
- トランスアーツ
- オフィス蒼（制作部）
- トライアングルスタッフ
- サンライズ（移転）
- バンダイナムコピクチャーズ（移転）

## その他

### 日本郵便
- 郵便番号 : 167-0023[3]（集配局 : 荻窪郵便局[20]）。